# Tonopah (Arizona)
Tonopah – jednostka osadnicza w Stanach Zjednoczonych, w stanie Arizona, w hrabstwie Maricopa.